# نماد سنت
نماد سنت یک حرفِ C‏ (c) است که یک خط عمودی یا مورب (اسلش) بر روی آن افتاده‌است. در کانادا و ایالات متحده به شکل ¢، در منطقهٔ یورو، استرالیا و نیوزلند به شکل c، و در آفریقای جنوبی و ایرلند تا کنون از c استفاده می‌شود.
موقعیت ویژه یونی‌کد این نماد U+00A2 است.